# Stazione meteorologica di Taranto Grottaglie
La stazione meteorologica di Taranto Grottaglie è la stazione meteorologica di riferimento per il Servizio Meteorologico dell'Aeronautica Militare e per l'Organizzazione Mondiale della Meteorologia, relativa alla località di Grottaglie.

## Storia
La stazione meteorologica venne ufficialmente inaugurata il 29 settembre 1943 dal personale statunitense in servizio presso la base area; questa stazione rimase attiva fino al 30 aprile 1945.
Il 14 maggio 1951 venne attivata dall'Aeronautica Militare una nuova stazione di terza classe presso la palazzina comando; il 12 gennaio 1969 la stazione meteorologica venne ricollocata nei pressi dei nuovi locali aeroportuali.
Il 1º gennaio 1991 la gestione della stazione è passata dall'Aeronautica Militare all'ENAV e, a seguito della sua automatizzazione, venne ricollocata sul lato opposto rispetto alla pista aeroportuale.

## Caratteristiche
La stazione meteorologica, gestita dall'ENAV, si trova nell'Italia meridionale, in Puglia, nel comune di Grottaglie, presso l'aeroporto di Taranto-Grottaglie, 4 km da Grottaglie e 16 km da Taranto, ad un'altezza di 69 metri s.l.m. e alle coordinate geografiche 40°31′12.39″N 17°24′00.74″E.

## Medie climatiche ufficiali

### Dati climatologici 1961-1990
In base alla media trentennale di riferimento (1961-1990) per l'Organizzazione Mondiale della Meteorologia, la temperatura media del mese più freddo, gennaio, si attesta a +8,5 °C; quella del mese più caldo, agosto, è di +24,9 °C. Nel medesimo trentennio, la temperatura minima assoluta ha toccato i -10,0 °C nel gennaio 1979 (media delle minime assolute annue di -3,4 °C), mentre la massima assoluta ha fatto registrare i +42,6 °C nel luglio 1988 (media delle massime assolute annue di +38,0 °C).
La nuvolosità media annua si attesta a 3,4 okta giornalieri, con minimo di 1,5 okta giornalieri a luglio e massimo di 4,6 okta giornalieri a febbraio.
Le precipitazioni medie annue si aggirano attorno ai 565 mm, distribuite in 65 giorni, con un marcato minimo estivo ed un picco autunnale.
L'umidità relativa media annua fa registrare il valore di 70,7% con minimo di 61% a luglio e massimo di 80% a dicembre.
Il vento presenta una velocità media annua attorno ai 4 m/s.
| Taranto Grottaglie (1961-1990) | Mesi         | Mesi        | Mesi        | Mesi        | Mesi        | Mesi        | Mesi        | Mesi        | Mesi        | Mesi        | Mesi        | Mesi        | Stagioni | Stagioni | Stagioni | Stagioni | Anno  |
| Taranto Grottaglie (1961-1990) | Gen          | Feb         | Mar         | Apr         | Mag         | Giu         | Lug         | Ago         | Set         | Ott         | Nov         | Dic         | Inv      | Pri      | Est      | Aut      | Anno  |
| ------------------------------ | ------------ | ----------- | ----------- | ----------- | ----------- | ----------- | ----------- | ----------- | ----------- | ----------- | ----------- | ----------- | -------- | -------- | -------- | -------- | ----- |
| T. max. media (°C)             | 12,6         | 13,1        | 15,2        | 18,8        | 24,0        | 28,4        | 31,2        | 31,2        | 27,6        | 22,3        | 17,3        | 13,8        | 13,2     | 19,3     | 30,3     | 22,4     | 21,3  |
| T. min. media (°C)             | 4,4          | 4,8         | 6,2         | 8,5         | 12,3        | 15,7        | 18,3        | 18,6        | 15,8        | 12,4        | 8,2         | 5,5         | 4,9      | 9,0      | 17,5     | 12,1     | 10,9  |
| T. max. assoluta (°C)          | 20,0 (1987)  | 21,0 (1978) | 25,0 (1989) | 29,0 (1983) | 33,2 (1962) | 40,8 (1982) | 42,6 (1988) | 41,4 (1970) | 37,0 (1987) | 32,2 (1981) | 26,4 (1990) | 21,4 (1979) | 21,4     | 33,2     | 42,6     | 37,0     | 42,6  |
| T. min. assoluta (°C)          | −10,0 (1979) | −5,0 (1983) | −6,4 (1987) | −2,4 (1988) | 2,0 (1970)  | 7,4 (1975)  | 8,8 (1984)  | 10,2 (1984) | 6,4 (1977)  | 1,0 (1972)  | −3,0 (1973) | −4,8 (1973) | −10,0    | −6,4     | 7,4      | −3,0     | −10,0 |
| Nuvolosità (okta al giorno)    | 4,4          | 4,6         | 4,4         | 4,1         | 3,5         | 2,6         | 1,5         | 1,7         | 2,5         | 3,3         | 4,0         | 4,3         | 4,4      | 4,0      | 1,9      | 3,3      | 3,4   |
| Precipitazioni (mm)            | 46,2         | 52,8        | 62,6        | 35,9        | 34,3        | 27,1        | 27,1        | 24,9        | 36,2        | 60,4        | 77,0        | 80,0        | 179,0    | 132,8    | 79,1     | 173,6    | 564,5 |
| Giorni di pioggia              | 6,7          | 7,2         | 7,4         | 5,3         | 4,5         | 3,4         | 2,6         | 3,2         | 4,1         | 5,9         | 6,6         | 7,9         | 21,8     | 17,2     | 9,2      | 16,6     | 64,8  |
| Umidità relativa media (%)     | 78           | 75          | 73          | 71          | 68          | 63          | 61          | 63          | 66          | 73          | 77          | 80          | 77,7     | 70,7     | 62,3     | 72       | 70,7  |
| Vento (direzione-m/s)          | N 2,6        | NNW 4,4     | S 4,4       | S 4,4       | SSW 4,4     | SSW 4,4     | NNE 4,4     | NNE 4,4     | NNE 4,4     | NNE 2,6     | N 2,6       | N 4,4       | 3,8      | 4,4      | 4,4      | 3,2      | 4,0   |

## Valori estremi

### Temperature estreme mensili dal 1943 ad oggi
Nella tabella sottostante sono riportati i valori delle temperature estreme mensili dal 1943 ad oggi, con il relativo anno in cui sono state registrate. Nel periodo esaminato, in base all'analisi dei metar orari, la temperatura minima assoluta ha toccato i -10,0 °C nel gennaio 1979 mentre la massima assoluta ha raggiunto i +43,0 °C nel luglio 2007 (questo tipo di analisi non può escludere che i valori reali possano leggermente differire da quelli sopra indicati).
| Taranto Grottaglie (1943-2023) | Mesi         | Mesi        | Mesi        | Mesi        | Mesi        | Mesi        | Mesi        | Mesi        | Mesi        | Mesi        | Mesi        | Mesi        | Stagioni | Stagioni | Stagioni | Stagioni | Anno  |
| Taranto Grottaglie (1943-2023) | Gen          | Feb         | Mar         | Apr         | Mag         | Giu         | Lug         | Ago         | Set         | Ott         | Nov         | Dic         | Inv      | Pri      | Est      | Aut      | Anno  |
| ------------------------------ | ------------ | ----------- | ----------- | ----------- | ----------- | ----------- | ----------- | ----------- | ----------- | ----------- | ----------- | ----------- | -------- | -------- | -------- | -------- | ----- |
| T. max. assoluta (°C)          | 20,0 (1987)  | 22,0 (2021) | 28,0 (2001) | 30,0 (2018) | 34,0 (2008) | 40,8 (1982) | 43,0 (2007) | 42,0 (2000) | 39,0 (2008) | 32,2 (1981) | 28,0 (2022) | 23,0 (2010) | 23,0     | 34,0     | 43,0     | 39,0     | 43,0  |
| T. min. assoluta (°C)          | −10,0 (1979) | −5,0 (1983) | −6,4 (1987) | −2,4 (1988) | 2,0 (1970)  | 7,4 (1975)  | 8,8 (1984)  | 10,2 (1984) | 6,4 (1977)  | 1,0 (1972)  | −3,0 (1973) | −4,8 (1973) | −10,0    | −6,4     | 7,4      | −3,0     | −10,0 |